# Montes Obarenes
Montes Obarenes är en bergskedja i Spanien.   Den ligger i regionen La Rioja, i den norra delen av landet, 250 km norr om huvudstaden Madrid.